# Чиста Грива (Новокузнецький район)
Чи́ста Гри́ва (рос. Чистая Грива) — селище у складі Новокузнецького району Кемеровської області, Росія. Входить до складу Терсинського сільського поселення.

## Населення
Населення — 172 особи (2010; 293 у 2002).
Національний склад (станом на 2002 рік):
- росіяни — 93 %